# تجزیه بسته‌های موجک

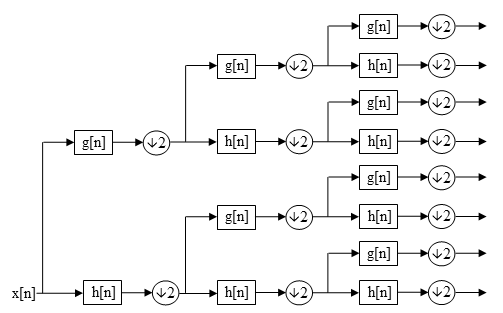
۳ مرحله از تجزیه بسته‌های موجک

تجزیه بسته‌های موجک (نام علمی: Wavelet packet decomposition) یا بسته‌هایِ موجک تبدیل موجکی است که سیگنال از فیلترهای بیشتری نسبت به تبدیل موجک گسسته عبور داده می‌شود. در تبدیل موجک گسسته، در هر مرحله، ضریب تقریب از فیلترهای پایین‌گذر و بالاگذر عبور داده می‌شود، ولی در تبدیل بسته‌هایِ موجک هر دو ضریب تقریب و جزئی از فیلتر می‌گذرد.

## نگارخانه

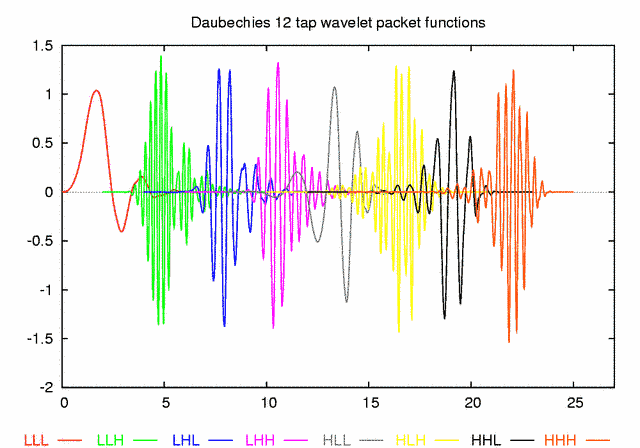
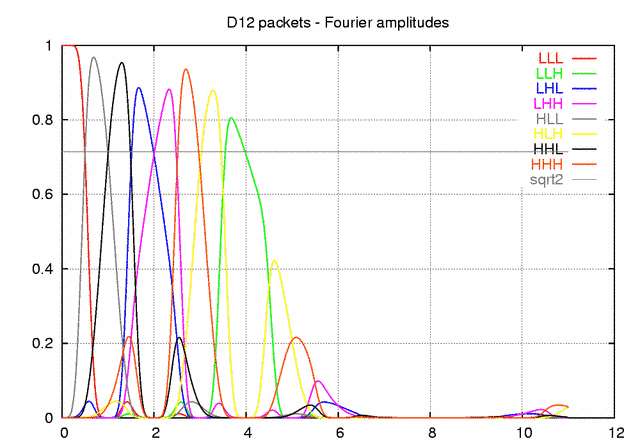